# Jessabelle
Pour plus de détails, voir Fiche technique et Distribution.
Jessabelle est un film d'horreur et fantastique américain réalisé par Kevin Greutert sorti en 2014. 

## Synopsis
Après avoir perdu son fiancé et son fœtus dans un accident de voiture, Jessabelle (Sarah Snook) va se recueillir en Louisiane dans la demeure de son père qu'elle connaît à peine. Là-bas, elle y trouve un cadeau de sa mère décédée depuis longtemps et un esprit vengeur qui tente de l'éliminer.

## Fiche technique
- Titre original : Jessabelle
- Réalisation : Kevin Greutert
- Scénario : Robert Ben Garant
- Photographie : Michael Fimognari
- Montage : Kevin Greutert
- Musique : Anton Sanko
- Sociétés de distribution : Lions Gate, Blumhouse Productions, Principato-Young Entertainment
- Pays d'origine : États-Unis
- Langue originale : anglais
- Format : couleur
- Genre : horreur
- Durée : 89 minutes
- Dates de sortie :
  -  États-Unis : 7 novembre 2014
- Interdit aux moins de 12 ans

## Distribution
- Sarah Snook : Jessie
- Mark Webber :  Preston
- Joelle Carter : Kate
- David Andrews :  Leon
- Ana de la Reguera : Rosaura
- Larisa Oleynik : Samantha
- Chris Ellis : Shérif Pruitt
- Brian Hallisay : Marc